# Gabriel dos Santos Magalhães
Gabriel dos Santos Magalhães, född 19 december 1997 i São Paulo, Brasilien känd som Gabriel, är en brasiliansk fotbollsspelare som spelar mittback för Premier League-klubben Arsenal och brasilianska landslaget.

## Statistik

### Klubb
| Klubb               | Säsong  | Inhemsk liga   | Inhemsk liga | Inhemsk liga | Nationell cup | Nationell cup | Liga cup | Liga cup | Kontinental cup | Kontinental cup | Andra   | Andra | Totalt  | Totalt |
| Klubb               | Säsong  | Liga           | Matcher      | Mål          | Matcher       | Mål           | Matcher  | Mål      | Matcher         | Mål             | Matcher | Goals | Matcher | Mål    |
| ------------------- | ------- | -------------- | ------------ | ------------ | ------------- | ------------- | -------- | -------- | --------------- | --------------- | ------- | ----- | ------- | ------ |
| Avaí                | 2016    | Série B        | 21           | 1            | 4             | 0             | —        | —        | —               | —               | 14      | 1     | 39      | 2      |
| Lille               | 2016/17 | Ligue 1        | 1            | 0            | 0             | 0             | 0        | 0        | 0               | 0               | —       | —     | 1       | 0      |
| Lille               | 2018/19 | Ligue 1        | 14           | 1            | 2             | 0             | 1        | 0        | —               | —               | —       | —     | 17      | 1      |
| Lille               | 2019/20 | Ligue 1        | 24           | 1            | 1             | 0             | 3        | 0        | 6               | 0               | —       | —     | 34      | 1      |
| Lille               | Totalt  | Totalt         | 39           | 2            | 3             | 0             | 4        | 0        | 6               | 0               | —       | —     | 52      | 1      |
| Troyes (lån)        | 2017/18 | Ligue 1        | 1            | 0            | 2             | 0             | 1        | 0        | —               | —               | —       | —     | 4       | 0      |
| Dinamo Zagreb (lån) | 2017/18 | Prva HNL       | 1            | 0            | 0             | 0             | —        | —        | —               | —               | —       | —     | 1       | 0      |
| Arsenal             | 2020/21 | Premier League | 6            | 1            | 0             | 0             | 0        | 0        | 2               | 0               | 0       | 0     | 1       | 1      |
| Totalt              | Totalt  | Totalt         | 69           | 4            | 9             | 0             | 5        | 0        | 8               | 0               | 14      | 1     | 97      | 5      |

## Meriter

### Avaí
- Campeonato Brasileiro Série B tvåa: 2016

### Dinamo Zagreb
- Prva HNL: 2017/2018
- Kroatiska cupen: 2017/2018

### Arsenal
- FA Community Shield: 2023[2]

## Anmärkningslista
1. ↑  Inkluderar Uefa Champions League och Uefa Europa League.
2. ↑  Inkluderar Campeonato Catarinense och Primeira Liga (Brasilien).